# 이교익
이교익(李敎翼, 1807년 ~ ？)은 조선 말기의 화가이다. 자는 사문, 호는 송석, 본관은 연안이다.
산수도와 꽃, 나비 등의 그림을 잘 그려 이름을 떨쳤다. 일찍이 기묘한 나비를 뜰에서 보고 이를 잡아 색채를 연구하려고 의관도 벗은 채 성북동까지 따라갔다는 일화도 있다. 그의 작품으로는 《노승소요도》, 《호접도》 등이 있다.